# Günther Wörle
Günther Wörle (* 1. Oktober 1949) ist ein deutscher Fußballtrainer. Er trainierte die Frauenmannschaft des Bundesligisten FC Bayern München bis zum Ende der Saison 2009/10.

## Karriere
Wörle spielte selber für den Bayernligisten 1. FC Passau sowie für den SSV Ulm 1846. Aus familiären Gründen schlug er ein Angebot von Bayer 04 Leverkusen aus.
Nach seiner aktiven Karriere war er im Raum Schwaben als Trainer tätig und konnte die von ihm betreuten Mannschaften mehrfach zum Aufstieg führen. Im Juli 2006 übernahm er den TSV Crailsheim, seine erste Station im Frauenfußball. Am 18. Dezember 2007 wurde er entlassen, nachdem er seinen Wechsel zu Bayern München nach Ablauf der Saison 2007/08 verkündet hatte. Den FC Bayern München führte er zur deutschen Vizemeisterschaft 2008/09.
Seit Februar 2011 trainiert er den Kreisligisten TSV Ziemetshausen.

## Privat
Der Diplom-Betriebswirt Günther Wörle ist verheiratet und hat drei Kinder. Seine Tochter Tanja Wörle wechselte gemeinsam mit ihm zu Beginn der Saison 2008/09 vom TSV Crailsheim zu Bayern München. Sein Sohn Thomas Wörle trainierte von 2010 bis 2019 die Frauenmannschaft des FC Bayern München und von 2021 bis 2025 den SSV Ulm 1846, mit denen er von der Regionalliga in die zweite Bundesliga durchmarschierte.
Günther Wörle wurde 2009 mit Nierenkrebs diagnostiziert. Nachdem ihm eine Niere entfernt worden war und er sich in der Reha im oberschwäbischen Aulendorf befunden hatte, kehrte Wörle im August 2009 ins Mannschaftstraining der Frauenmannschafts des FC Bayerns zurück.